# グゥイネッズ家
グゥイネッズ王家（グゥイネッズおうけ、グゥイネッズ朝、英: The House of Gwynedd）は、中世ウェールズのグゥイネッズ王国の王家である。

## 歴史
グゥイネッズ王家は420年頃から825年まで続いた前期のキネザ家（キネザ朝）と844年に始まった後期のアベルフラウ家（アベルフラウ朝）に分けられる。前者はグゥイネッズを建国した王キネザに因み、後者はグゥイネッズの古い首都であるアベルフラウに因む。
アベルフラウ家は1378年のオーワイン・ラウゴッホ（赤い手のオーワイン）の死により跡絶えた。

## 血統
それ以前の異教のモルムティウス法を基にしたハウエル・ザー（善良王ハウエル）の法の下では、息子は誰でも父親から相続することができる。これは、父親が認めている場合には、非嫡出子のことまでも指す。父親と配偶者の家系がともに王族でない限り、女系を介して王位を継承することはできない。多くの例では、いとこ同士が結婚していたため、この区別はやや机上のものとなっていた。
アベルフラウ家はロドリ・マウル（大ロドリ）のグゥイネッズ王位の継承により始まった。大ロドリの父メルヴィン・ヴリッヒ・アプ・グゥリアドは旧王家の最後の王族であるハウエル・アプ・ロドリ・モルゥイノグの死後、グゥイネッズの王位に就いた。彼は前王の姪であるエシスト・ヴェルフ・カナン・アプ・ロドリ・モルゥイノグ（Ethyllt verch Cynan ap Rhodri Molwynog）と結婚した。彼らの息子が、両方の血筋を受け継いだ、ロドリ・マウルであった。